# القرني (نبات)
القرني أو لباس القطة هي نبتة برية مأكولة توجد في بلاد الشام.

## صور للنبات

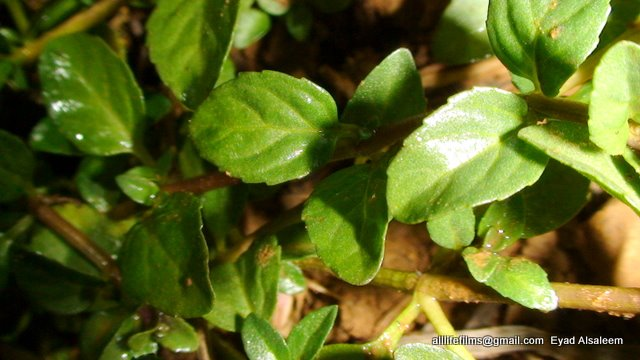
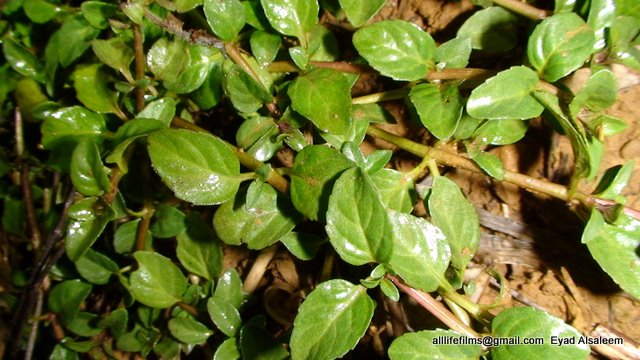
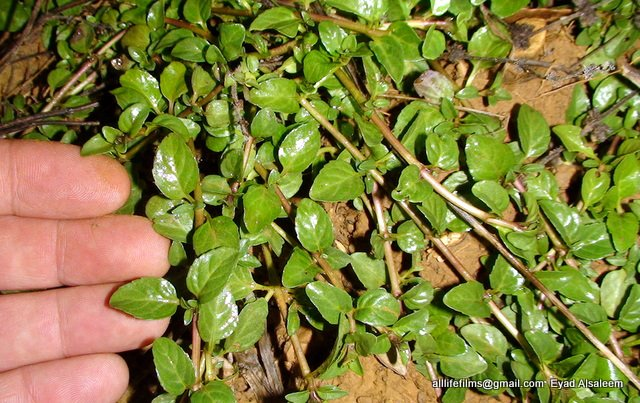
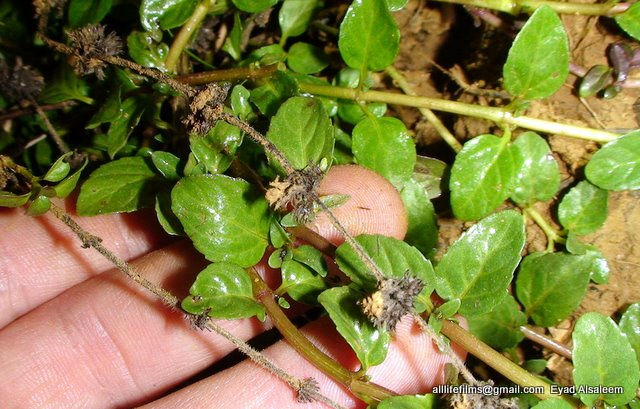
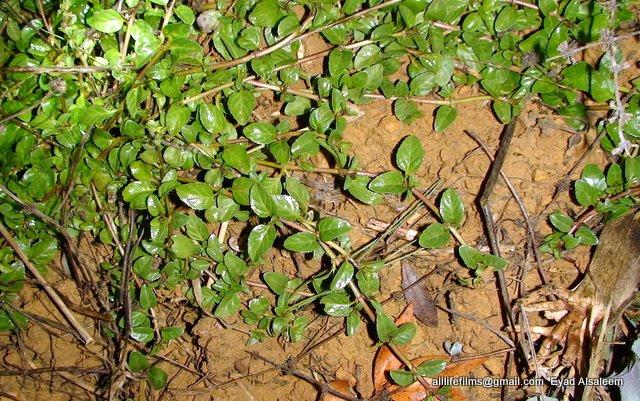